# Toshiki Koike
Toshiki Koike (jap. 小池 知己, Koike Toshiki; * 10. November 1974 in der Präfektur Kanagawa) ist ein ehemaliger japanischer Fußballspieler.

## Karriere
Koike erlernte das Fußballspielen in der Schulmannschaft der Shichirigahama High School. Seinen ersten Vertrag unterschrieb er 1993 bei den Tokyo Gas (heute: FC Tokyo). Der Verein spielte in der zweithöchsten Liga des Landes, der Japan Football League. 1999 wurde er mit dem Verein Vizemeister der J2 League und stieg in die J1 League auf. Für den Verein absolvierte er 96 Spiele. Im August 2001 wechselte er zum Zweitligisten Mito HollyHock. 2002 wechselte er zum Ligakonkurrenten Shonan Bellmare. 2003 kehrte er zu Mito HollyHock zurück. Ende 2003 beendete er seine Karriere als Fußballspieler.